# Jihoukrajinská jaderná elektrárna
Jihoukrajinská jaderná elektrárna (ukrajinsky Південноукраїнська атомна електростанція, do roku 2022 Южно-Українська АЕС – ЮУАЕС) se nachází na poblíž města Pivdennoukrajinsk v Mykolajivské oblasti, 350 kilometrů od Kyjeva. Elektrárna disponuje třemi tlakovodními reaktory typu VVER. Blok č. 3 je technologicky totožný blokům Temelína. Elektrárnu vlastní a provozuje ukrajinská společnost Energoatom.

## Historie a technické informace

### Počátky
Jihoukrajinská jaderná elektrárna měla být původně vybudována v Ivano-Frankivské oblasti pod názvem Ivano-Frankivská jaderná elektrárna. Později však byla přesunuta do Mykolajivské oblasti kvůli tamní hliníkárně.
Projektovaný výkon byl v roce 1975 již 4000 MW a plánovány byly čtyři reaktory VVER o výkonu 1000 MW každý, které jsou tlakovodní koncepce.

### Reaktory
Zařízení je unikátní mezi elektrárnami s VVER tím, že všechny reaktory jsou rozdílného vývojového typu, ačkoliv velmi podobné. Také jde o jednu z prvních jaderných elektráren v bývalém Sovětském svazu, která reaktory VVER-1000 začala provozovat. Úplně první byla Novovoroněžská jaderná elektrárna.
První dva bloky používají ukrajinskou turbínu od Turboatomu a třetí blok provozuje ruskou turbínu od Leningrad Metal Works. Třetí blok také obsahuje první reaktorovou nádobu VVER-1000, který byl vyroben v Atommaši ve Volgodonsku.

#### Bloky 1 a 2
Výstavba prvního bloku započala 1. srpna 1976. Jedná se o čtyřsmyčkový tlakovodní reaktor VVER-1000/302, jediný svého druhu na světě. Hrubý výkon bloku je 1000 MW a čistý po odečtení vlastních potřeb činí 950 MW. Poprvé byl blok synchronizován s elektrickou sítí dne 31. prosince 1982 a do komerčního provozu přešel 2. prosince 1983.
Druhý blok začala být budován dne 1. července 1981. Jde o téměř identický blok se čtyřsmyčkovým tlakovodním reaktorem VVER-1000/338. Hrubý výkon druhého bloku činí 1000 MW a čistý výkon je 950 MW. Připojení k síti proběhlo 6. ledna 1985 a zahájení komerčního provozu následovalo 6. dubna 1985.

#### Bloky 3 a 4
Pro rozšíření výkonu elektrárny na 4000 MW bylo přijato rozhodnutí postavit další dva bloky.
Výstavba třetího bloku započala dne 1. listopadu 1984. Jedná se o čtyřsmyčkový tlakovodní reaktor VVER-1000/320. Hrubý výkon třetího bloku činí 1000 MW a čistý výkon po odpočtu potřeb systémů elektrárny je 950 MW. Připojení k síti proběhlo dne 20. září 1989 a komerční provoz nastal dne 29. prosince 1989. Třetí blok elektrárny je předposlední reaktor, který byl v Sovětském svazu uveden do komerčního provozu. Posledním je třetí blok Smolenské jaderné elektrárny.
Výstavba čtvrtého bloku byla zahájena 1. ledna 1987. Mělo se jednat o stejný blok, jako blok č. 3. Hrubý i čistý výkon měly zůstat shodné. V prosinci 1989 však byla výstavba zastavena vlivem odporu obyvatelstva proti elektrárně. Dle posledního harmonogramu z roku 1990 mohl být uveden do provozu v roce 1998. V roce 1994, kdy byla elektrárna již majetkem suverénní Ukrajiny, bylo plánováno stavbu obnovit kvůli uzavření Černobylské jaderné elektrárny, avšak to se nikdy nestalo, protože byly upřednostněny bloky Chmelnyckyj-2 a Rovno-4, oba dokončené na přelomu let 2004–2005 a uvedené do provozu roku 2006.

### Expanze na 6000–8000 MW
Už v roce 1988 byl přijat plán rozšíření na celkový výkon 6000 a později až 8000 MW, což se rovná 8 reaktorům. K realizaci těchto plánů nikdy nedošlo (ostatně ani k dokončení čtvrtého bloku) kvůli rozpadu SSSR a následné ekonomické krizi a taky proto, že jezero je příliš malé a nestačilo by k ochlazování 8 jaderných reaktorů najednou, protože hrozilo vyhynutí veškerého vodního života vlivem příliš vysoké teploty vody. K tomu by musely být postaveny chladicí věže nebo rozstřikovací bazény.
Podobná situace nastala v Kalininské jaderné elektrárně, kde v 80. letech v letních měsících musely bloky pracovat na snížený výkon, neboť infrastruktura chladicích kanálů a velikost jezera byla pro tehdejší výkon 2000 MW nedostatečná (nehledě na to, že v Kalininu byly už ve výstavbě další 2 bloky).

### AP1000
V roce 2021 podepsal prezident Ukrajiny Volodymyr Zelenskyj dekret o výstavbě 5 reaktorů AP1000 na Ukrajině. Jeden z nich se má nacházet jako 4. blok (náhrada za 4. nedokončený VVER) v Jihoukrajinské jaderné elektrárně. Dne 7. května 2024, ředitel státní společnosti Energoatom Petro Kotin na své pracovní cestě do jaderné elektrárny oznámil, že plánují výstavbu dvou nových bloků, čímž se plán rozšířil o ještě jeden blok. Prozatím nebylo stanoveno, jak bude vyřešen problém s chlazením, které sotva zvládá uchladit 3000 MW elektrického výkonu.

### Palivo
Dne 11. dubna 2014, po ruské anexi Krymu, byla se společností Westinghouse prodloužena smlouva o palivu. Palivo je vyráběno v továrně ve Västerås.  V červenci 2018 se 3. energetický blok stal prvním ukrajinským blokem, který kompletně přešel na palivo Westinghouse.

### Ruská invaze na Ukrajinu
V noci 19. září 2022, během ruské invaze na Ukrajinu, byla oblast elektrárny (pod ukrajinskou kontrolou více než 100 km od frontové linie) ostřelována ruskou armádou. Raketa explodovala 300 metrů od reaktorů a vytvořila kráter o průměru 4 a hloubce 2 metry. Okna v budovách elektrárny byla zničena. Zařízení ani lidé nebyli zraněni, ale blízká přečerpávací elektrárna a elektrické vedení byly poškozeny.

## Informace o reaktorech
| Reaktor             | Typ reaktoru  | Výkon  | Výkon   | Zahájení výstavby                           | Připojení k síti                            | Uvedení do provozu                          | Uzavření |
| Reaktor             | Typ reaktoru  | čistý  | Hrubý   | Zahájení výstavby                           | Připojení k síti                            | Uvedení do provozu                          | Uzavření |
| ------------------- | ------------- | ------ | ------- | ------------------------------------------- | ------------------------------------------- | ------------------------------------------- | -------- |
| Jižní Ukrajina-1    | VVER-1000/302 | 950 MW | 1000 MW | 1. 8. 1976                                  | 31. 12. 1982                                | 2. 12. 1983                                 |          |
| Jižní Ukrajina-2    | VVER-1000/338 | 950 MW | 1000 MW | 1. 7. 1981                                  | 6. 1. 1985                                  | 6. 4. 1985                                  |          |
| Jižní Ukrajina-3    | VVER-1000/320 | 950 MW | 1000 MW | 1. 11. 1984                                 | 20. 9. 1989                                 | 29. 12. 1989                                |          |
| Ex-Jižní Ukrajina-4 | VVER-1000/320 | 950 MW | 1000 MW | 1. 1. 1987                                  | Výstavba zrušena v roce 1989/1990           | Výstavba zrušena v roce 1989/1990           |          |
| Ex-Jižní Ukrajina-5 | VVER-1000/320 | 950 MW | 1000 MW | Plánovaná výstavba zrušena v roce 1989/1990 | Plánovaná výstavba zrušena v roce 1989/1990 | Plánovaná výstavba zrušena v roce 1989/1990 |          |
| Ex-Jižní Ukrajina-6 | VVER-1000/320 | 950 MW | 1000 MW | Plánovaná výstavba zrušena v roce 1989/1990 | Plánovaná výstavba zrušena v roce 1989/1990 | Plánovaná výstavba zrušena v roce 1989/1990 |          |
| Jižní Ukrajina-4    | AP1000        |        | 1250 MW | Plánováno                                   | Plánováno                                   | Plánováno                                   |          |
| Jižní Ukrajina-5    | AP1000        |        | 1250 MW | Plánováno                                   | Plánováno                                   | Plánováno                                   |          |